# كونسيبسيون (كولومبيا)
كونسيبسيون هي بلدة وبلدية تقع في شمال شرق إدارة أنتيوكيا في كولومبيا، ضمن منطقة تُعرف بجمالها الطبيعي وتضاريسها الجبلية، تبعد عن مدينة ميديلين حوالي 75 كيلومترًا، ويمكن الوصول إليها برًا عبر طرق جبلية تمرّ بمناطق ريفية خلابة.

## التاريخ والإقتصاد
تأسست البلدة في القرن الثامن عشر، وتُعتبر واحدة من القرى التاريخية في أنتيوكيا، حيث تتميز بشوارعها المرصوفة بالحجارة ومنازلها التقليدية ذات الشرفات الخشبية الملوّنة، ما يمنحها طابعًا استعماريًا محفوظًا بشكل جيد.
تحدها من الشمال بلديتا باربوسا وسانتو دومينغو ، ومن الشرق بلديتا سانتو دومينغو وأليخاندريا ، ومن الجنوب بلديتا إل بينول وسان فيسينتي فيرير ، ومن الغرب بلديتا سان فيسينتي وباربوسا .
يعتمد سكانها بشكل رئيسي على الزراعة حيث انها تتمتع مدينة بتقاليد زراعية طويلة، وتربية المواشي، وعلى الرغم من زراعة العديد من المحاصيل، إلا أن أبرزها هو الجوافة، نجم المهرجانات الإقليمية التي تقام خلال عطلة نهاية الأسبوع الطويلة الأخيرة من شهر يونيو، و تنتج المنطقة محاصيل مثل القهوة، الذرة، والفاصوليا، كما تشتهر بالحرف اليدوية التقليدية.
تُقام في البلدة عدة احتفالات دينية وثقافية، أهمها أعياد العذراء في ديسمبر، وتُعد كونسيبسيون كذلك من الأماكن المرتبطة بتاريخ القائد الوطني خوسيه ماريا كوردوفا، أحد أبطال الاستقلال الكولومبي، حيث وُلد وعاش فيها جزءًا من حياته.
تُعرف البلدة اليوم كوجهة هادئة وجميلة لعشاق الطبيعة والتاريخ، وتُعد من "البلدات التراثية" (Pueblos Patrimonio) في كولومبيا، بسبب محافظتها على معمارها التقليدي وتراثها الثقافي.